# جسر زاباروجيا المقوس
جسر زاباروجيا المقوس (بالأوكرانية: Алковий мист у Запонданци) هو أطول جسر مقوس في أوكرانيا. يربط الجسر منطقة الضفة الغربية لزاباروجيا بالجانب الشمالي من جزيرة خورتيتسيا عبر الفرع الشرقي الأصغر لنهر دنيبر.

## بنائه
بدأ بناء محطة دنيبروهيس-2 للطاقة الكهرومائية في 1970. ودعت الخطط إلى أن يستغرق المشروع 10 سنوات. وكانت هناك حاجة لنقل مواد البناء بأقصى سرعة من منطقة خورتيتسكي في زاباروجيا على الضفة الغربية لنهر دنيبر إلى موقع البناء، وذلك من شأنه أن يتسبب في ازدحام مروري خانق للغاية بحيث لا يستطيع الجسر المؤقت، الذي شُيد بعد الحرب العالمية الثانية، التعامل معه. بالإضافة إلى ذلك، سيغلق الطريق أعلى السد أثناء بناء دنيبروهيس-2، مما سيؤدي أيضاً إلى زيادة حركة المرور على الجسر المؤقت.
ولهذه الأسباب وُضعت مخططات معمارية وهندسية لجسر دائم جديد. سيمتد من الضفة الغربية لنهر دنيبر إلى الجانب الشمالي من جزيرة خورتيتسيا الواقعة في منتصف النهر. وسيوفر الوصول إلى جسر بريوبرازينسكي بالقرب من الطرف الجنوبي الشرقي للجزيرة، والذي يعبر القناة الشرقية الأوسع لنهر دنيبر.
بدأ البناء في 1970، واستغرق حتى 1974 لاستكماله. بدأت على الضفة الغربية في منطقة خورتيتسكي. كان مقاول البناء هو مكتب التنمية الحضرية لحوض دنيبر العلوي التابع لوزارة بناء النقل في اتحاد الجمهوريات الاشتراكية السوفيتية.
كان الجسر عبارة عن هيكل معدني ذو قوس واحد، من إنتاج مصنع دنيبر للهياكل الصلبة. أتم لواء بناء الجسور 12 عملية التجميع والتركيب، تحت قيادة رئيس المنطقة زاليوبوفسكي. وبحلول 1973، كان لواء الجسر قد جمع وركب أكثر من 200 طن من الهيكل المعدني.
كان جسر زاباروجيا المقوس أول جسر سوفيتي يُشيد عبر التجميع الكامل للجمالونات على متن الصنادل وعلى ضفتي النهر. ثم رفع الجمالون المعدني الذي يبلغ طوله 205 م (673 ق) في مكانه فوق القوس كوحدة واحدة.
وبعد الانتهاء من التثبيت، بدأ اختبار الهياكل الحاملة للجسر. أُجرى الاختبار من قبل طاقم من مختبر ديناميكيات الجسر التابع لمعهد دنيبروبتروفسك لمهندسي النقل (اليوم جزء من جامعة دنيبر الوطنية للنقل بالسكك الحديدية). اُختبر الجسر الممتد فوق القوس فوق النهر أولاً. ثم اُختبر الجزأين الموجودين على كلا الضفتين، وليس فوق القوس. وتألفت الاختبارات من 50 شاحنة قلابة، تم تحميل كل منها بوزن 25 طناً، وتم دفعها إلى مكانها واحدة تلو الأخرى للوصول إلى الحمولة الاختبارية الكاملة البالغة 1,250 طناً. ورُكبت أجهزة قياس على عناصر الهيكل الفولاذي لقياس وتسجيل قيم الأحمال وتشوهات العناصر.
يمر خط ترولي باص عبر جزيرة خورتيتسيا، بالإضافة إلى الجسر المقوس، عبر جسر بريوبرازينسكي. وقد أُغلق في 2001، عندما كان الجسر المقوس قيد التجديد، مع تفكيك شبكة الاتصال لحمايته من السرقة. بعد إعادة افتتاح جسر المقوس في 2003، اعتبرت إعادة ترميم خط الترولي باص غير مجدية.
افتُتح الطريق رقم 1 (ساحة النقابات العمالية - مخيم خورتيتسيا السياحي) في 13 سبتمبر 2019، المجهز لحافلات ترولي باص دنيبرو تي203 مع خيار التشغيل المستقل. منذ 25 فبراير 2022، عُلق تشغيل طريق ترولي باص رقم 1 مؤقتاً بسبب الغزو الروسي واسع النطاق لأوكرانيا، لذلك أُعيد توجيه حافلات ترولي باص دنيبرو تي203 التي كانت تخدم هذا المسار اعتباراً من 1 مارس 2022، لخدمة طريق جديد ربط المنطقة الجنوبية الرابعة بمنطقة شيفشينكيفسكي الثانية.